# Pecten maximus
La vieira o venera (Pecten maximus), también llamada vieira atlántica (para diferenciarla de la viera mediterránea o jacobea) u ostión europeo en Chile, es una especie de bivalvo de la familia Pectinidae. Pecten maximus es la especie tipo del género Pecten.
Esta especie puede ser confundida con la llamada concha del peregrino (Pecten jacobaeus), que tiene una distribución mucho más restringida.

## Descripción
La vieira es un recurso marino de gran importancia económica, con grandes mercados en todo el mundo. La mayoría de las vieiras se extraen en poblaciones naturales, principalmente en islas británicas y en la costa de Francia, pero por otro lado la acuicultura ha ido aumentando explosivamente, y las pesquerías siendo más restrictivas con el paso del tiempo.

### Exterior
- La concha del P. maximus es robusta y se caracteriza por tener las «orejas» de igual tamaño a ambos lados del ápice.
- La valva derecha (o inferior) es convexa, y se superpone levemente a la valva izquierda (o superior), que es plana.
- La valva izquierda es normalmente de color marrón rojizo, mientras que la valva derecha varía desde el blanco, pasando por el crema, hasta tonos de marrón pálido que contrastan con tintes rosas, rojos o amarillos pálidos. Cualquiera de las dos valvas puede mostrar patrones en zigzag, y también bandas y manchas de color rojo, rosa o amarillo brillante.
- Las costillas radiales llegan a los márgenes de las valvas creando una forma crenulada.
- Los ejemplares grandes tienen un contorno casi circular y los más grandes pueden medir hasta 21 cm de longitud.
- Las «orejas» son prominentes y miden como mínimo la mitad del ancho de la concha, con la muesca del bisoñal situada en la oreja anterior derecha, que es ligera y no está dentada.
- La estructura de las valvas es distintiva y consiste en 12 a 17 costillas radiales anchas, y numerosas líneas concéntricas que muestran claramente la edad de la vieira (líneas de crecimiento), mientras que las «orejas» muestran unas pocas costillas delgadas que irradian desde los picos.[5]

Valva derecha
Valva izquierda

Valva derecha
Valva izquierda

### Interior

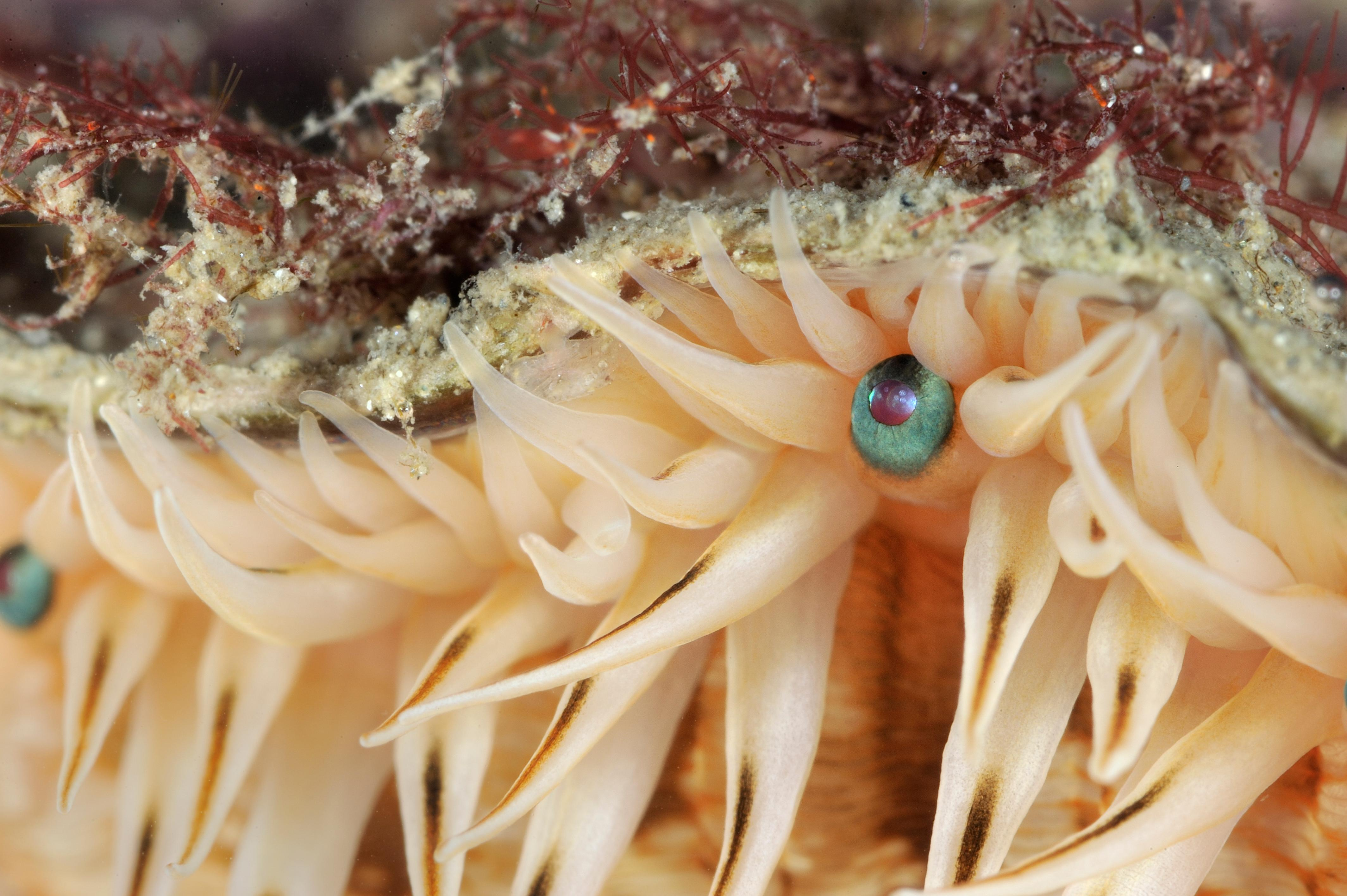
Tentáculos con ojos.

- El color del cuerpo de P. maximus es rosa o rojo, con el manto jaspeado de marrón y blanco.
- El músculo aductor que sirve para cerrar y abrir las válvulas es muy grande y potente.
- El pie es un órgano parecido a un dedo, que hace girar los hilos del biso, que pasan por la muesca del biso en las orejas.
- El margen del manto tiene dos capas: la interna está finamente bordeada, mientras que la externa está revestida de largos tentáculos con dos series que suman entre 30 y 36 ojos simples u ocelos de color azul oscuro o verde en dos filas en su base.[6]

## Distribución
Atlántico oriental, del sur de Noruega hasta España, aunque también se la ha registrado en África Occidental, islas Madeira, Azores, Canarias, en Gran Bretaña e Irlanda por toda la costa, aunque es poco común, y en la costa oriental del Mar del Norte.
Pecten maximus ha sido introducida en Chile para actividades de acuicultura. Del mismo modo, ha sido registrada como especie no nativa en Brasil.

## Hábitat
Prefiere las aguas de alta mar, desde los 10 m hasta los 100 metros de profundidad. No necesariamente cercano ni limitado a habitar sustratos u al fondo.

## Biología

### Tamaño
- Tamaño máximo: 21 cm de longitud.
- Talla promedio de captura: 10-16 cm.
- Tamaño de madurez sexual: 6 cm de longitud.[8]

### Alimentación
Tipo de alimentación: filtradora.

#### Larvas(trocófora, D,véliger, pediveliger)
Las larvas en la columna de agua pueden alimentarse de varias fuentes microscópicas.
- Principal: fitoplancton: flagelados y diatomeas.
- Secundarias:bacterias; cianobacterias; aminoácidos disueltos.[11]

#### Juveniles (post-larva) y adultos
Microalgas también, pero a diferencia de las larvas, pueden consumir células de mayor tamaño.

### Reproducción
La especie presenta hermafroditismo, es decir, poseen ambas gónadas sexuales masculina y femenina. La gónadas pueden ser diferencias por su color. La gónada femenina es de color anaranjada-roja, mientras que la gónada masculina es de color blanquecina.
La madurez sexual se alcanza tras más de dos años en la naturaleza.

### Comportamiento
Cuando son jóvenes se fijan al sustrato mediante un biso, pero los animales maduros son capaces de nadar (mótiles, a diferencia de la mayoría de bivalvos que son sésiles) mediante la apertura y el cierre rápido de las valvas.

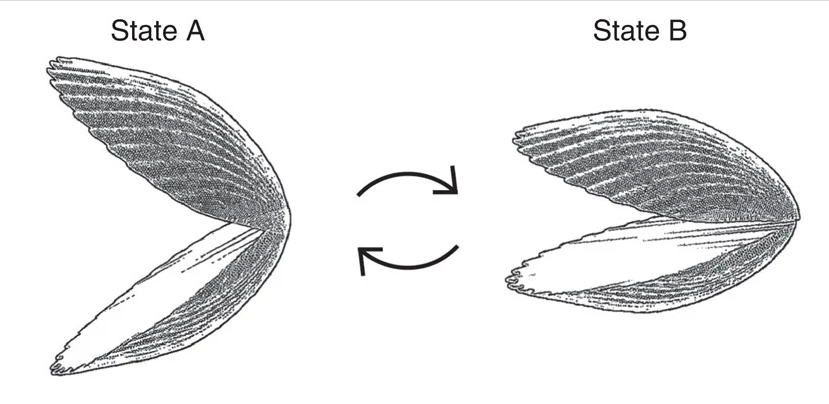
Desplazamiento a nado en vieiras a partir de la apertura y cierre de valvas.

### Fisiología
Los rangos naturales de los parámetros del agua de mar como salinidad, temperatura, pH, disponibilidad de alimento, cantidad de luz etc. de poblaciones naturales, puede ser distinto a los rangos óptimos usados para generaciones cultivadas y aclimatadas en condiciones de hatchery, citadas en la literatura. Pero como referencia, podrían considerarse datos oceanográficos de aguas de su distribución geográfica.

### Longevidad
Los individuos de Pecten maximus pueden alcanzar edades de entre once y veinte años.

### Temporada reproductiva
Entre abril y septiembre.

## Relación con el ser humano

### Acuicultura
Inicialmente el cultivo de Pecten maximus ocurrió en Francia en la década de 1980 tras la sobreexplotación de las poblaciones naturales. En otros países también se cultivó, por ejemplo, en Noruega, en la década de 1990, aunque su producción ha sido baja. Y a inicios de la década de 2000 se incorporan Reino Unido y España.

### Condiciones de cultivo
- Temperatura: 14-16°C
- Salinidad: >30 ppt
- Fecundidad: 20-80 millones de larvas tras 35-56 días de acondicionamiento.[14]